# Pristimantis hamiotae
Pristimantis hamiotae es una especie de anfibio anuro de la familia Craugastoridae.

## Distribución
Esta especie es endémica de la provincia de Pichincha en Ecuador. Habita a unos 2140 m de altitud en el lado occidental de la Cordillera Occidental.

## Etimología
El nombre específico hamiotae proviene del latín hamiota, que significa el pescador, en honor a Kenneth Ichiro Miyata.

## Publicación original
- Flores, 1994 "1993" : A new species of earless Eleutherodactylus (Anura: Leptodactylidae) from the Pacific slopes of the Ecuadorian Andes, with comments on the Eleutherodactylus surdus assembly. Herpetologica, vol. 49, n.º 4, p. 427-434.[5]